# Kurt Held
Kurt Held, pseudonym för den tyske författaren Kurt Kläber, född 4 november 1897, död 9 december 1959. Han var sedan 1924 gift med författarkollegan Lisa Tetzner.

## Liv och verk
Kurt Held var kommunist. Efter riksdagshusbranden och det nazistiska maktövertagandet brändes verk av honom, till exempel romanen Passagiere der 3. Klasse, under de omfattande bokbålen runt om i Nazityskland 1933. Av det kulturpolitiska styrorganet Reichskulturkammer fick han senare samma år yrkesförbud och paret Held/Tetzner valde att gå i exil. De flyttade till Schweiz och blev schweiziska medborgare.
Kurt Helds mest kända verk är "Röda Zora", en ungdomsroman, som utspelas i mellankrigstidens Jugoslavien. Boken kom ut på svenska första gången 1954, men eftersom den handlar om barn som lever utanför samhället och stjäl var man på sina håll tveksam mot att ge ut den. Att den alls kom ut på svenska var till stor del Astrid Lindgrens förtjänst - hon försvarade den.
En annan ungdomsbok av Kurt Held som kommit ut på svenska är "Giuseppe och Maria".

## Verkförteckning
- Passagiere der III. Klasse roman, (Internationaler Arbeiter Verlag, Berlin, 1927) 
  - Utdrag ur romanen (tyska)

### Svenska
- Röda Zora (Rabén & Sjögren, 1954, nya utgåvpr 1977 och 1982) 256 s.
- Giuseppe och Maria. Första boken, Resan till Neapel (Läseleket, 1986) ISBN 91-86196-32-4 (inb) 243 s.
  - Andra boken, Om smugglare, tullare och soldater (1987) ISBN 91-86196-41-3 (inb) 244 s.
  - Tredje boken, Barnstaden (1989) ISBN 91-86196-45-6 (inb) 298 s.
  - Fjärde boken, Processen (1989) ISBN 91-86196-51-0 (inb) 307 s.